# Orest Dubay
Orest Dubay (15. srpna 1919 – 2. října 2005) byl slovenský akademický malíř, grafik a vysokoškolský pedagog. V roku 1948 vyučoval na pedagogické fakultě Univerzity Komenského v Bratislavě mezi lety 1949–1984 pusobil jako pedagog na VŠVU a 1968-71 byl rektorem Vysoké školy výtvarných umění. Jeho umělecký přínos byl především na poli slovenské grafiky po druhé světové válce, tvořil dřevořezy.
Za svoje dílo byl v roce 1977 oceněn čestným titulem národní umělec, Velkou cenu slovenské grafiky na Bienále v Banske Bystrici, v roce 1981 získal cenu Ex aeguo.